# 神坂享輔
神坂 享輔（かみさか きょうすけ、Kamisaka Kyosuke, 1974年12月10日 - ）は、日本の作曲家、編曲家。所属事務所はワンミュージック。

## 来歴・人物
20歳までのほとんどの時間をサッカーをして過ごす。しかし、腰を痛めたため22歳で音楽家を志すようになる。
1993年立教大学理学部物理学科入学。その後、24歳で東京音楽大学音楽学部音楽学科作曲指揮専攻に入学。2003年に卒業した。

## 作品

### テレビ＆ドラマ劇伴
- 『先生はエライっ!』（2008年4月・日本テレビ）※共同：菅野祐悟
- 『風のガーデン』（2008年10月〜12月・フジテレビ）※共同：MAYUKO
- 『ラブシャッフル』（2009年1月〜3月・TBS）※共同：MAYUKO、井筒昭雄
- 『魔女裁判』（2009年4月〜7月・フジテレビ） ※共同：MAYUKO、川嶋可能、告井孝道
- 『MR.BRAIN』(2009年5月〜7月・TBS） ※共同：菅野祐悟、井筒昭雄、MAYUKO
- 『ニュース速報は流れた』（2009年11月〜2010年5月・フジテレビ） ※共同：井筒昭雄、川嶋可能
- 『同窓会〜ラブ・アゲイン症候群』（2010年4月〜6月・テレビ朝日）
- 『闇金ウシジマくん』（2010年10月〜12月・TBS） ※共同：MAYUKO、川嶋可能、末廣健一郎
- 『幸せになろうよ』（2011年4月〜6月・フジテレビ） ※共同：菅野祐悟、MAYUKO、井筒昭雄、末廣健一郎
- 『女医・倉石祥子 〜死の点滴〜』（2012年2月17日・フジテレビ）
- 『Wの悲劇』（2012年4月〜6月・テレビ朝日） ※共同：末廣健一郎
- 『みをつくし料理帖』（2012年9月22日・テレビ朝日）
- 『再会』（2012年12月8日・フジテレビ）
- 『お天気お姉さん』（2013年4月〜6月・テレビ朝日）※共同：末廣健一郎
- 『海の上の診療所』（2013年10月〜12月・フジテレビ）
- 『闇金ウシジマくん Season2』（2014年1月〜・毎日放送）※共同：末廣健一郎、MAYUKO

#### 携帯端末配信番組
- Docomo Bee TV『ブリザード』（2011年7月〜9月配信） ※共同・末廣健一郎、MAYUKO
- NOTTV開局記念ドラマ『シニカレ 死んでいるけど、カレなんです。』（2012年5月〜7月）

### 映画劇伴
- 『闇金ウシジマくん』（2012年8月25日公開） ※共同：末廣健一郎、MAYUKO、川嶋可能

### 舞台劇伴
- エンタテインメントショー Jonny's『SUMMARY 2008』 （2008年8月2日〜8月31日）
- ミュージカル「新春 滝沢革命」（帝国劇場・2009年1月1日〜1月27日）
- 歌舞伎『滝沢歌舞伎』（日生劇場・2010年4月4日〜5月8日）
- 舞台『少年たち 〜格子無き牢獄〜』（日生劇場・2010年9月3日〜9月26日）
- 舞台『ジャニーズ・ワールド』（帝国劇場・2012年11月10日〜2013年1月27日）

### その他
- 『NEWS ZERO』（2012年4月〜2013年3月・日本テレビ） ※音楽：井筒昭雄、神坂享輔

### CD作曲・編曲（instrumental以外）
- KinKi Kids 11th album『J album』「風のソネット」〈編曲〉